# Clube Recreativo da Caála
Grupo Recreativo da Caála, kurz CR Caála genannt, ist ein Fußballverein aus Huambo.
Gegründet wurde der Verein am 24. Juli 1944 unter portugiesischer Kolonialverwaltung im namensgebenden Ort Caála. Beheimatet ist der Verein heute im nahen Huambo, wo auch das Heimatstadion des CR Caála steht, das 8000 Zuschauer fassende Estádio Mártires da Canhala (auch Estádio Mártires da Kanhara). Jedoch trägt der Klub seine Spiele meist im 8000 Zuschauer fassenden, ursprünglich für 17.000 konzipierten Estádio dos Kurikutelas aus, ebenfalls in Huambo.
Der CR Caála gehört zu den etablierten Vereinen des Girabola, der angolanischen Profiliga. Bisher konnte der Klub weder Meistertitel noch Pokal gewinnen. Als größter Vereinserfolg dürfte deshalb die Teilnahme in der CAF Champions League 2011 gelten, wo der Klub jedoch in der ersten Runde ausschied.

## CR in den afrikanischen Wettbewerben
| Wettbewerb                 | Runde         | Gegner                       | Hinspiel | Rückspiel |
| -------------------------- | ------------- | ---------------------------- | -------- | --------- |
| CAF Champions League 2011  | Qualifikation | Saint-Georges SA Addis Ababa | 2:0 (H)  | 0:1 (A)   |
|                            | 1. Runde      | Al-Hilal Omdurman            | 0:3 (A)  | 1:1 (H)   |
| CAF Confederation Cup 2013 | Qualifikation | Power Dynamos Kitwe          | 0:1 (A)  | 2:0 (H)   |
|                            | 1. Runde      | US Bougouni                  | 4:0 (H)  | 2:0 (A)   |
|                            | 2. Runde      | Etoile du Sahel Sousse       | 1:1 (H)  | 1:6 (A)   |

|              | Spiele | Siege | Remis | Verl. | Tore  |
| Gesamtbilanz | 10     | 4     | 2     | 4     | 13:13 |
| ------------ | ------ | ----- | ----- | ----- | ----- |